# Cnesterodon
Cnesterodon là một chi cá nước ngọt trong họ cá khổng tước Poeciliidae thuộc bộ cá chép răng Cyprinodontiformes gồm các loài cá bản địa của Nam Mỹ.

## Các loài
Hiện hành có 10 loài được ghi nhận trong chi này:
- Cnesterodon brevirostratus R. de S. Rosa & W. J. E. M. Costa, 1993
- Cnesterodon carnegiei Haseman, 1911
- Cnesterodon decemmaculatus (Jenyns, 1842) (Ten spotted live-bearer)
- Cnesterodon holopteros Lucinda, Litz & Recuero, 2006
- Cnesterodon hypselurus Lucinda & Garavello, 2001
- Cnesterodon iguape Lucinda, 2005
- Cnesterodon omorgmatos Lucinda & Garavello, 2001
- Cnesterodon pirai Aguilera, Mirande & Azpelicueta, 2009
- Cnesterodon raddai M. K. Meyer & Etzel, 2001
- Cnesterodon septentrionalis R. de S. Rosa & W. J. E. M. Costa, 1993